# Joaquim Inácio Ramalho
Joaquim Inácio Ramalho, primeiro e único barão de Ramalho, (São Paulo, 6 de janeiro de 1809 — 15 de agosto de 1902) foi um jurista, professor e político brasileiro, chegando a assumir o cargo de presidente da Província de Goiás.
Foi diretor da Faculdade de Direito da Universidade de São Paulo, de 1891 a 1902, fundador do Instituto dos Advogados de São Paulo e presidente da província de Goiás.
Filho do espanhol José Joaquin de Sosa Saquette, que morreu precocemente, casou-se com Paula da Costa Ramalho, viúva do tenente Manuel José de Brito, e cuja família criou Joaquim Inácio, motivo pelo qual mudou seu sobrenome.
Está sepultado no Cemitério da Consolação, na cidade de São Paulo.

## Títulos nobiliárquicos e honrarias
Foi oficial da Imperial Ordem da Rosa e agraciado com a comenda da Imperial Ordem de Cristo, além de ter sido conselheiro imperial.

### 2.º Barão de Água Branca
Título conferido por decreto imperial em 7 de maio de 1887. Faz referência à cidade alagoana de Água Branca.

### Barão de Ramalho
Título conferido por decreto imperial em 28 de maio de 1887. Substituiu o anterior por Joaquim Inácio ter declarado que somente aceitaria o baronato se esse fizesse menção à família da esposa, que o acolheu desde criança.